# Demokratický střed
Demokratický střed (italsky Centro Democratico, zkratka CD) je malá italská centristická a křesťanskosociální politická strana. Od roku 2013 má zastoupení v Poslanecké sněmovně, její podpora ale není celostátně zaznamenatelná.

## Historie
Demokratický střed byl založen před parlamentními volbami 2013 sloučením několika centristických formací. Ihned po svém vzniku vstoupil do Středolevicové koalice. Ve volbách získal půl procenta hlasů a šest poslanců.
Před volbami 2018 strana vstoupila do koalice Více Evropy (+Eu), která získala 2.6 procenta hlasů a tři mandáty. Z toho jeden připadl Demokratickému středu.
Zpočátku se Demokratický střed angažoval v přeměně +Eu na plnohodnotnou stranu, po neshodách na podpoře druhé vlády Giuseppa Conteho v září 2019 ale z +Eu odešel.
V průběhu roku 2020 do strany vstoupila řada nezařazených poslanců, zejména odpadlíků od Hnutí pěti hvězd.
Roku 2021 se stal lídr CD Bruno Tabacci ve vládě Maria Draghiho tajemníkem v úřadu premiéra s pověřením pro koordinaci ekonomické politiky a kosmonautiku.
V létě 2022 začal Demokratický střed spolupracovat s novou stranou Luigiho Di Maia Společně pro budoucnost (IpF); zmíněné formace vytvořili koalici Občanský závazek pro parlamentní volby v září 2022.

## Volební výsledky

### Poslanecká sněmovna
| Volby | Hlasy       | Hlasy       | Mandáty | Mandáty | Pozice | Postavení |
| Volby | Abs.        | %           | Abs.    | ±       | Pozice | Postavení |
| ----- | ----------- | ----------- | ------- | ------- | ------ | --------- |
| 2013  | 167 170     | 0.5         | 6/630   | ▲6      | ▲11.   | Podpora   |
| 2018  | Součást +Eu | Součást +Eu | 1/630   | ▼5      | ▼12.   | Vláda     |
| 2022  | Součást IC  | Součást IC  | 1/400   | ▲       | ▲11.   | Opozice   |

### Senát
| Volby | Hlasy       | Hlasy       | Mandáty | Mandáty | Pozice |
| Volby | Abs.        | %           | Abs.    | ±       | Pozice |
| ----- | ----------- | ----------- | ------- | ------- | ------ |
| 2013  | 163 427     | 0.5         | 0/315   | ▬0      | ▲11.   |
| 2018  | Součást +Eu | Součást +Eu | 0/315   | ▬0      | ▼      |
| 2022  | Součást IC  | Součást IC  | 0/200   | ▬0      | ▬      |

### Evropský parlament
| Volby | Hlasy     | Hlasy     | Mandáty | Mandáty | Pozice |
| Volby | Abs.      | %         | Abs.    | ±       | Pozice |
| ----- | --------- | --------- | ------- | ------- | ------ |
| 2014  | V koalici | V koalici | 0/73    | ▬0      | ▲9.    |